# Roches-sur-Marne
Roches-sur-Marne is een gemeente in het Franse departement Haute-Marne (regio Grand Est) en telt 624 inwoners (1999). De plaats maakt deel uit van het arrondissement Saint-Dizier.

## Geografie
De oppervlakte van Roches-sur-Marne bedraagt 7,8 km², de bevolkingsdichtheid is 80,0 inwoners per km².
De Marne stroomt door de gemeente. In het westen van de gemeente begint het Forêt du Val, een groot bosgebied dat zich uitstrekt tussen de valleien van de Marne en de Blaise.
De onderstaande kaart toont de ligging van Roches-sur-Marne met de belangrijkste infrastructuur en aangrenzende gemeenten.

## Demografie
Onderstaande figuur toont het verloop van het inwonertal (bron: INSEE-tellingen).